# Бромид индия(III)
Бромид индия(III) — неорганическое соединение класса солей. В воде растворяется хорошо, кристаллизуется в структурном типе хлорида алюминия.

## Получение
- Действие разбавленной бромной воды на индий, его оксид и гидроксид:

{\displaystyle {\ce {In2O3 + 6HBr -> 2InBr3 + 3H2O}}}
{\displaystyle {\ce {2In + 6HBr -> 2InBr3 + 3H2 ^}}}
{\displaystyle {\ce {In(OH)3 + 3HBr -> InBr3 + 3H2O}}}
- Непосредственная реакция брома и индия:

{\displaystyle {\ce {2In + 3Br2 -> 2InBr3}}}

## Химические свойства
- Взаимодействие с разбавленными щелочами:

{\displaystyle {\ce {OH- + InBr3 -> In(OH)3v + Br-}}}
{\displaystyle {\ce {3KOH + InBr3 -> In(OH)3v + 3KBr}}}
- Взаимодействие с аммиаком:

{\displaystyle {\ce {InBr3 + 4NH3 -> InN + 3NH4Br}}}
- Взаимодействие с фтороводородом:

{\displaystyle {\ce {InBr3 + 3HF -> InF3 + 3HBr}}}